# دفنة صفصافية
دفنة صفصافية (الاسم العلمي:Daphne salicina) هي نوع من النباتات تتبع جنس الدفنة من الفصيلة المثنانية.